# Mary (gryzonie)
Mary (Dolichotinae) – podrodzina ssaków z rodziny kawiowatych (Caviidae).

## Zasięg występowania
Podrodzina obejmuje gatunki występujące w Ameryce Południowej.

## Podział systematyczny
Do podrodziny należy jeden występujący współcześnie rodzaj:
- Dolichotis Desmarest, 1819 – mara

Opisano również rodzaje wymarłe:
- Orthomyctera Ameghino, 1889[8]
- Pliodolichotis Kraglievich, 1927[9] – jedynym przedstawicielem był Pliodolichotis ortuzari Kraglievich, 1927
- Prodolichotis Kraglievich, 1932[10]
- Propediolagus Ortega Hinojosa, 1963[11] – jedynym przedstawicielem był Propediolagus marplatensis Ortega Hinojosa, 1963